# بن عزوز (استان سکیکده)
بن عزوز (استان سکیکده) (به عربی: بن عزوز) یک شهرداری در الجزایر است که در استان سکیکده واقع شده‌است.